# Live in Brighton
Live in Brighton is een livealbum in de fanclubserie van de Britse groep King Crimson.
Deze live-opnamen zijn opgenomen in Brighton, The Dome.

## Musici
- Robert Fripp - gitaar, mellotron;
- Mel Collins - saxofoon, fluit en mellotron;
- Boz Burrell - basgitaar en zang;
- Ian Wallace - drums, zang;
- Peterr Sinfield - lightshow, teksten.

## Composities
1. CD1
  1. Cirkus;
  2. Pictures of a City
  3. Formentera Lady
  4. The Sailors Tale
  5. The Letters
  6. Islands
2. CD2
  1. Ladies of the Road
  2. 21st Century Schizoid Man;
  3. Groon;
  4. Mars

## Trivia
Ian Wallace licht toe: de opnamen zijn van een bootleg, die zelfs voor bootlegs uit 1971 een slecht geluid heeft. Waarom was het dan de meest gezochte bootleg van King Crimson? Het bevat de enige live-uitvoering van Islands dat tot nu toe (2007; 37 jaar na de studio-opname) te horen is.
Jaren 60: mei, juni 1969; Marquee Londen · 5 juli 1969; Hyde Park Londen · 21/22 november 1969; San Francisco
Jaren 70: 11 mei 1971; Plymouth · 10 augustus 1971; Marquee Londen · 16 oktober 1971; Brighton · 13 december 1971; Detroit · 26 februari 1972: Jacksonville · 27 februari 1972;Orlando · 12 maart 1972; Denver radio · 13 maart 1972; Denver live · 27 maart 1972; Boston · 13 oktober 1972; Frankfurt am Main · 17 oktober 1972; Bremen · 13 november 1972; Guildford · 15 november 1973; Zürich · 29 maart 1974; Heidelberg · 30 maart 1974; Mainz · 1 april 1974: Kassel · 24 juni 1974, Toronto· 1 juli 1974, New York
Jaren 80: 30 april 1981; Bath · 30 juli 1982; Philadelphia · 2 augustus 1982; New York · 13 augustus 1982; Berkeley · 25 augustus 1982; Cap D’Agde · 29 september 1982; München · 17-30 januari 1983; studiowerk · mei-november 1983
Jaren 90: VROOOM sessies;april/mei 1994; studio · 1 juli 1995; Wiltern · 20-25 november 1995; Broadway · 29 november 1995; Chicago · 26 augustus 1996; 2e maal Philadelphia · mei 1997; Nashville studio · 1-4 december 1997 (P1) · 4 juni 1998; Chicago (P2) · 1 juli 1998; Northampton (P2) · 1 november 1998; San Francisco (P4) · 25 maart 1999; Austin (P3)
Jaren vanaf 2000: 11 juni 2000; Warschau · 9/10 november 2001; Nashville live · 3 maart 2003: Alexandria (P3) · april 2003 · najaar 2003; Japan · 20 juni 2003; Milaan · 16 november 2003; New Haven ·  28 juni 2017; Chicago